# Javier Vázquez
Javier Carlos Vázquez, Spitzname Silent Assassin, (* 25. Juli 1976 in Ponce, Puerto Rico) ist ein puerto-ricanischer Baseballspieler in der Major League Baseball (MLB) auf der Position des Pitchers. 2004 wurde er in das MLB All-Star Team gewählt.

## Karriere
Vázquez begann seine Profi-Karriere bei den Montreal Expos, die ihn 1994 in der fünften Runde des MLB Drafts auswählten. Seinen ersten Einsatz als Pitcher in der MLB hatte er am 3. April 1998 für die Expos. Beim kanadischen Team kam er als Starting Pitcher zum Einsatz. Im Dezember transferierten die Expos Vázquez zu den New York Yankees und erhielten im Gegenzug Nick Johnson, Juan Rivera und Randy Choate. Obwohl er aufgrund seiner Leistungen bei den Yankees in das AL All-Star-Team gewählt wurde, blieb er nur eine Saison in New York und wurde im Januar 2005 zusammen mit anderen Spielern zu den Arizona Diamondbacks transferiert; die Yankees erhielten dafür Randy Johnson. Auch bei den Diamondbacks blieb Vázquez nur ein Jahr und wurde nach Schluss der Saison 2005 zu den Chicago White Sox transferiert.
In Chicago konnte Vázquez wieder an seine früheren Leistungen anknüpfen. 2007 hatte er einen Record von 15-8 bei einem ERA von 3.74. Nach einer eher schwachen Saison 2008 (12-16, 4.46 ERA) wurde Vázquez zusammen mit Boone Logan zu den Atlanta Braves transferiert. Hier hatte er 2009 die bislang beste Saison seiner Karriere: 15-10, 2.87 ERA und 238 Strikeouts in 32 Starts. Bei der Abstimmung zum Cy Young Award kam er auf den vierten Platz.
Im Dezember 2009 kehrte Vázquez zu den New York Yankees zurück. Durch einen Sieg über die Angels wurde er hier am 21. Juli 2010 zum dritten Spieler in der Geschichte der MLB, der alle 30 Teams der MLB geschlagen hat (neben Barry Zito und Jamie Moyer). Nachdem sich jedoch seine Leistungen im August verschlechterten, versetzten die Yankees Vázquez in den Bullpen und gaben Iván Nova den fünften Platz in der Rotation.
Nach Schluss der Saison 2010 verlängerten die Yankees den Vertrag mit Vázquez nicht. Am 2. Dezember 2010 unterschrieb er einen Ein-Jahres-Vertrag für sieben Mio. US-Dollar bei den Florida Marlins.
Bei der World Baseball Classic ging Vázquez sowohl 2006 als auch 2009 für Puerto Rico an den Start (2006: 1-0, 2.25 ERA in zwei Starts; 2008: 2-0, 0.96 ERA in zwei Starts).

## Privatleben
Vázquez ist verheiratet und hat zusammen mit seiner Frau Kamille drei Kinder: Kamilla, Javier Josué und Kariana.